# Каор
Као́р (устар. Кагор; фр. Cahors, окс. Caors, лат. Divona Cadurcorum) — исторический город на юго-западе Франции, на реке Ло, притоке Гаронны. Административный центр департамента Ло. Центр производства одноимённого красного сухого вина категории AOC (которое, однако, не следует путать со знаменитым десертным вином, популярным на постсоветском пространстве и используемым в обрядах Русской православной церковью).

## История
До прихода римлян Кагор был племенным центром кельтского племени кадурков, от которого и происходит его название. Римляне превратили его в крупный центр текстильного производства. О благоденствии первых веков нашей эры напоминают руины амфитеатра и других построек.
До присоединения к королевскому домену в 1316 году Кагор находился в совместном ведении графов Керси (вассалов графа Тулузского) и местного епископа, который чеканил здесь монету. Богатые ломбардские банкиры сделали средневековый Кагор столицей французских ростовщиков (отсюда обозначение ростовщика во французском языке — cahorsin).
В 1331 г. римский папа Иоанн XXII, будучи уроженцем Кагора, основал здесь университет, просуществовавший до 1751 года. Здесь преподавал Жак Кюжа и учился Франсуа де Салиньяк Фенелон.
В XVI веке Кагор в качестве главного города области Керси принадлежал виконтам Беарна. Во время религиозных войн город держал сторону католиков и в 1580 г. оказал решительный отпор своему сюзерену Генриху Наваррскому, за что тот лишил горожан торговых привилегий. С этим связан экономический упадок города при Бурбонах.

## Достопримечательности
В центре Кагора много узких средневековых улочек и примечательных особняков XIV—XVII вв. Наибольший интерес для туристов представляют следующие национальные памятники из базы Мериме:
- Мост Валантре с высокими башнями — символ города, имеющий статус исторического памятника Франции и входящий в список Всемирного наследия ЮНЕСКО. Построен в 1308—1378 гг., как гласит легенда — не без помощи нечистой силы. Когда мост реконструировался в 1879, архитектор Поль Гу напомнил об этом предании, разместив маленькую скульптуру чёртика возле крыши одной из башен.
- Башнеобразный, увенчанный куполом собор Святого Стефана[фр.] выстроен в первой трети XII века по образу и подобию собора Сен-Фрон в Перигё. Характерный памятник перехода от романской эпохи к готике. Наиболее значимая реликвия — погребальный головной убор Христа.
- Церковь Святого Варфоломея — памятник окситанской готики (начало XIV века).
- Замок Дуэз[фр.] с башней папы римского Иоанна XXII, родившегося здесь в 1244 году.